# Labyrinthocyathus
Labyrinthocyathus is een geslacht van neteldieren uit de klasse van de Anthozoa (bloemdieren).

## Soorten
- Labyrinthocyathus delicatus (Marenzeller, 1904)
- Labyrinthocyathus facetus Cairns, 1979
- Labyrinthocyathus langae Cairns, 1979
- Labyrinthocyathus limatulus (Squires, 1964)
- Labyrinthocyathus quaylei (Durham, 1947)